# Leopold von Verschuer
Leopold von Verschuer (vollst. Hans Leopold Freiherr v. Verschuer; * 9. April 1961 in Uccle, Belgien) ist ein deutscher Schauspieler, Hörspielsprecher, -regisseur und -autor sowie Theaterregisseur und Übersetzer.

## Leben
Leopold von Verschuer wuchs als Kind deutscher Eltern in Brüssel auf und besuchte dort das Königliche Konservatorium; sein Vater Helmut von Verschuer war Europabeamter, sein Großvater Otmar von Verschuer einer der führenden Eugeniker während der NS-Zeit. Seine schauspielerische Laufbahn begann er an Berliner Theatern. Von 1986 bis 1993 arbeitete er am Theater an der Ruhr, mit dem er auf weltweite Tourneen ging. In den Folgejahren war von Verschuer als Schauspieler und Regisseur an einer Vielzahl von Bühnen im In- und Ausland engagiert, in Deutschland unter anderem an den Theatern in Bonn und Freiburg, am Teo Otto Theater in Remscheid, in Berlin am Hebbel-Theater und an den Sophiensælen, am Staatstheater Kassel, am Münchner Residenztheater und dem Grillo-Theater in Essen. In Österreich spielte er am Wiener Volkstheater und dem Tanzquartier sowie dem Steirischen Herbst, in der Schweiz gastierte von Verschuer am Theater Basel, in Zürich am Theater an der Winkelwiese und dem Theater am Neumarkt, ferner am Théâtre Vidy-Lausanne und der Comédie de Genève. Von Verschuer, der akzentfreies Französisch spricht, hatte darüber hinaus Engagements an Bühnen in Frankreich und Portugal. An vielen der genannten Theatern wirkte von Verschuer in der Vergangenheit auch als Regisseur, so anlässlich verschiedener Ur- und deutscher Erstaufführungen.
Bekannte Rollen seiner Theaterlaufbahn waren die Titelfiguren in Torquato Tasso von Johann Wolfgang von Goethe, in Molières Don Juan, Julius Caesar von William Shakespeare und Heiner Müllers Hamletmaschine.
Von Verschuer ist auch als Übersetzer von Texten aus dem Französischen tätig, und zwar sowohl für die Bühne als auch für Hörfunk und Fernsehen. Hieraus entwickelten sich intensive Zusammenarbeiten mit den Schriftstellern Valère Novarina, Alvaro García de Zúñiga und seiner späteren Ehefrau Kathrin Röggla. Seine Übersetzungen erscheinen vorwiegend im Alexander Verlag Berlin und im Verlag Matthes & Seitz Berlin.
Für den Hörfunk arbeitet von Verschuer seit Mitte der 1990er Jahre in verschiedenen Bereichen, überwiegend als Sprecher und Regisseur, neben seiner Übersetzertätigkeit auch als Bearbeiter (Wort). Seltener sind seine Ausflüge vor die Kamera. Sporadisch ist er seit Mitte 1980er Jahre auf dem Bildschirm zu sehen, unter anderem gastweise in verschiedenen Krimiserien, darunter Tatort, Polizeiruf 110 oder SOKO Wismar. Weiterhin veranstaltet von Verschuer Lesungen und moderiert selber Autorenlesungen oder Gesprächsreihen mit Autoren.
Leopold von Verschuer lebt in Köln und ist verheiratet mit der österreichischen Autorin Kathrin Röggla.

## Filmografie (Auswahl)
- 1983: Ediths Tagebuch
- 1984: Der Lehrer und andere Schulgeschichten
- 1986: Rosa Luxemburg
- 1995: Die Wache – Disharmonien
- 2006: SK Kölsch – Falks Fall
- 2007: Nur ein kleines bisschen schwanger
- 2007: Tatort: Sterben für die Erben
- 2007: Ein Abend aus Avignon
- 2007: Ein starkes Team: Unter Wölfen
- 2010: Polizeiruf 110: Die Lücke, die der Teufel lässt
- 2013: Bella Familia – Umtausch ausgeschlossen
- 2013: Christine. Perfekt war gestern!
- 2014: SOKO Wismar – Tödliche Nebenwirkungen
- 2016: Einsamkeit und Sex und Mitleid
- 2021: Der Rebell – Von Leimen nach Wimbledon
- 2022: Der König von Palma
- 2023: Tatort: Abbruchkante
- 2024: Ivo

## Hörspiele

### Als Sprecher (Auswahl)
- 1994: Romantisches Konzert – Autor: Daniel Therriault – Regie: Norbert Schaeffer – WDR
- 1995: Walter Ruttmann: Neue Gestaltung von Tonfilm und Funk. Programm einer photographischen Hörkunst, 1929 – Autor: Jeanpaul Goergen – Regie: Hein Bruehl – WDR
- 1997: Selten habt ihr mich verstanden – Autor: Ulrich Biermann – Regie: Klaus-Dieter Pittrich – WDR
- 1997: Bis die kalte Zeit uns frißt. Hommage an Lotte Lenya – Autor: Karl Lippegaus – Regie: Hein Bruehl – DLR/SFB
- 1998: Wsewolod Pudowkin. Kontrapunkt der visuellen und akustischen Formen – Autor: Jeanpaul Goergen – Regie: Hein Bruehl – WDR
- 1999: Kennen Sie Frau Zapf? – Autorin: Kerstin Rech – Regie: Hein Bruehl – WDR
- 1999: Das Echo – Autorin: Minette Walters – Regie: Norbert Schaeffer – WDR
- 2000: Auf fremdem Terrain – Autorin: Alexandra Marinina – Regie: Klaus Mehrländer – WDR
- 2000: Bel Ami – Autor: Guy de Maupassant – Regie: Claudia Johanna Leist – WDR[4]
- 2000: Viegelchen – Autorin: Joke van Leeuwen – Regie: Claudia Johanna Leist – WDR
- 2001: Der Humboldt-Effekt – Autor und Regie: Daniel Velasco – DLR
- 2001: Kaspar, Melchior und Balthasar – Autor: Michel Tournier – Regie: Claudia Johanna Leist – WDR
- 2002: Engel – Autor: Denis Johnson – Regie: Fabian von Freier – WDR
- 2002: Bier für Frauen – Autorin: Felicia Zeller – Regie: Leonhard Koppelmann – WDR
- 2003: Die Flügel des Wahns – Autorin: Giovanna Querci Favini – Regie: Jörg Schlüter – WDR
- 2003: Eine Perlenkette – Autorin: Carole Fréchette – Regie: Annette Kurth – WDR
- 2006: Paradise Garage – Autor: Steffen Irlinger – Regie: Thomas Wolfertz – WDR
- 2006: Die Stunde des Metronoms – Autorin: Almut Tina Schmidt – Regie: Susanne Krings – WDR[5]
- 2007: Monsieur Dudron – Autor: Giorgio de Chirico – Regie: Marianne Wendt – DLR
- 2007: Die Störenfriede – Autorin: Marion Aubert – Regie: Ulrike Brinkmann – SR/DLR
- 2009: Ich muss auf einen Sprung weg – Autor und Regie: Jean-Claude Kuner – DLR
- 2012: Der Bericht des Polizisten – Autor: Georges Simenon – Regie: Uwe Schareck – WDR
- 2015: Die Landschaft – Autor: Eugen Egner – Regie: Thom Kubli – WDR
- 2015: creating character/Susan Batson – Autorin und Regie: Marianne Wendt – DLR
- 2015: "Wir können jeden beliebigen Stein vorübergehend in Gold verwandeln" – Autor und Regie: Carsten Hueck – DLR
- 2016: Abu Jürgen. Mein Leben mit dem deutschen Botschafter – Autor: Assaf Alassaf – Regie: Julia Tieke – SWR
- 2021: Gott ist nicht schüchtern – Autorin: Olga Grjasnowa – Regie: Sophie Garke – WDR[6]
- 2021: Miss Terry – Autorin: Liza Cody – Regie: Petra Feldhoff – WDR[7]
- 2023: Die andere Frida – Autorinnen: Leticia Milano und Tina Müller – Regie: Claudia Johanna Leist – WDR[8]
- 2024: Dämonenjäger Ewald Heine – Grusel-Hörspiel-Serie mit 10 Folgen – Autoren: Lars Henriks und Moritz Haase – Regie: Thomas Leutzbach – WDR[9]

### Als Regisseur
- 2009: die alarmbereiten – Autorin: Kathrin Röggla – BR
- 2012: die unvermeidlichen – Autorin: Kathrin Röggla – BR
- 2013: Gilsbrod – Autorin: Sabine Bergk – DLR
- 2014: Lärmkrieg – Autorin: Kathrin Röggla – BR
- 2016: Normalverdiener – Autorin: Kathrin Röggla – BR
- 2019: Luna Luna – Autorin: Maren Kames – DLR
- 2024: Fahrstuhlmusik (Audio-Installation in der Ausstellung 'UTOPIA. Keep on moving') – Autorin: Kathrin Röggla – Akademie der Künste Berlin

### Als Sprecher und Regisseur
- 2008: recherchegespenst – Autorin: Kathrin Röggla – BR
- 2009: der tsunami-empfänger – Autorin: Kathrin Röggla – BR
- 2012: NICHT HIER – Autorin: Kathrin Röggla – DLR
- 2019: Der Elefant im Raum (Audio-Installation) – Autoren: Kathrin Röggla, Eran Schaerf, Mark Lammert – Akademie der Künste Berlin
- 2020: Bauernkriegspanorama – Autorin: Kathrin Röggla – HR

### Als Regisseur und Bearbeiter (Wort)
- 2010: Loslabern – Autor: Rainald Goetz – BR
- 2015: Die Tigerin – Autor: Walter Serner – BR
- 2022: Risiko und Idiotie – Autorin: Monika Rinck – BR
- 2023: Die Konferenz der Flüsse (6 Teile) – Autoren: Frank M. Raddatz, Denise Reimann – DLR

### Als Sprecher, Regisseur und Autor
- 2011: publikumsberatung (Co-Autorin: Kathrin Röggla) – BR

### Als Sprecher und Übersetzer
- 2002: Das Theater der Ohren – Autor: Valère Novarina – Regie: Hein Bruehl – WDR
- 2003: Manuel – Autor: Alvaro García de Zúñiga – Regie: Hein Bruehl – WDR
- 2012: Personalausweis – Autor: Diogène Ntarindwa – Regie: Marguerite Gateau – DLR/SR

### Als Übersetzer und Regisseur
- 2016: Die Rede an die Tiere, Teil 1: Das Tier der Zeit – Autor: Valère Novarina – DLR
- 2017: Die Rede an die Tiere, Teil 2: Die Unruhe – Autor: Valère Novarina – DLR
- 2018: Die Rede an die Tiere, Teil 3: 1111 Vögel – Autor: Valère Novarina – DLR
- 2020: Ausbreitungszone – Autorin: Mariette Navarro – DLR

### Als Übersetzer, Regisseur und Bearbeiter (Wort)
- 2018: Insekten und Einhörner. Der Künstlerbriefwechsel zwischen Jean Dubuffet und Valère Novarina – Autoren: Jean Dubuffet, Valère Novarina – DLR

### Als Übersetzer, Sprecher und Regisseur
- 2011: Dem unbekannten Gott – Autor: Valère Novarina – BR

## Auszeichnungen
- 1999: Theatertransfer
- 2000: Preis der Stiftung Kunst und Kultur Nordrhein-Westfalen
- 2001: Bremer Übersetzerpreis für Der rote Ursprung
- 2002: Preis der Stiftung Kunst und Kultur Nordrhein-Westfalen
- 2009: Hörspiel des Monats August für die alarmbereiten
- 2010: Stipendium Atelier Européen de la Traduction
- 2011: Hörspiel des Monats Januar für publikumsberatung
- 2013: Stipendium Atelier Européen de la Traduction
- 2014: Special acknowledgement der Jury des Internationalen Thespis Monolog Festivals, Kiel
- 2014: Publikumspreis des Primeur-Festivals für französischsprachige Gegenwartsdramatik, Saarbrücken
- 2016: Hörspiel des Monats Juli für Normalverdiener
- 2023: Hörspiel des Monats November für Die Konferenz der Flüsse

## Übersetzungen

### Veröffentlichungen
- Brief an die Schauspieler und Für Louis de Funès, von Valère Novarina. (Brief an die Sch. zus. mit Katja Douvier), Alexander Verlag, Berlin 1998; 2. erw. Aufl. 2007, ISBN 978-3-89581-031-2 (DE Düsseldorfer Schauspielhaus 2006)
- Das Fleisch des Menschen, (Szene 12 aus La Chair de l'homme) von Valère Novarina. Theater der Zeit, Heft 5, Berlin 1998 ISSN 0040-5418
- Sequenz, von Valère Novarina, in Die Räuber des Strandguts/Les Pilleurs d'épaves. Single Verlag, Berlin 1998, ISBN 3-932358-03-1
- Die eingebildete Operette, von Valère Novarina. Alexander Verlag, Berlin 2001, (DE Theater Rampe Stuttgart 2001), ISBN 3-89581-066-5
- Theatre Impossible / Omu, von Alvaro García de Zúniga. (zweisprachige Ausgabe), Plano 9, Lissabon 2002 (DE FFT Düsseldorf 2002)
- Der Rote Ursprung, von Valère Novarina. In Scène 6. Neue französische Theaterstücke. (Hg. B. Engelhardt), Verlag der Autoren, Frankfurt 2003 (DE Theater am Neumarkt 2007), ISBN 3-88661-258-9.
- Der unbekannte Akt, von Valère Novarina. In Scène 12. Neue französische Theaterstücke. (Hg. B. Engelhardt), Verlag Theater der Zeit, Berlin 2009, ISBN 978-3-940737-54-0
- Die Sonne, von Olivier Py. Merlin Verlag 2011, ISBN 978-3-87536-297-8 (UA Volksbühne Berlin 2011)
- Die Szene, von Valère Novarina. Theater der Zeit, Heft 5, Berlin 2011 ISSN 0040-5418
- Lichter des Körpers, von Valère Novarina. Matthes & Seitz, Berlin 2011, ISBN 978-3-88221-625-7.
- 311 Gottesdefinitionen, von Valère Novarina. Matthes & Seitz, Berlin 2012, ISBN 978-3-88221-290-7 (als Hörspiel: Dem unbekannten Gott, Bayerischer Rundfunk 2011)
- Der Monolog des Adramelech, von Valère Novarina. Matthes & Seitz, Berlin 2014, ISBN 978-3-88221-400-0 (DE Theaterdiscounter Berlin 2014)
- Wir Wellen, von Mariette Navarro. Matthes & Seitz, Berlin 2014, ISBN 978-3-88221-398-0 (DE Saarländisches Staatstheater 2015)
- Die Mauer, von Leonid Andrejew. Matthes & Seitz, Berlin 2014 (E-Book), ISBN 978-3-95757-106-9
- Die Rede an die Tiere, von Valère Novarina. Matthes & Seitz, Berlin 2017, ISBN 978-3-95757-456-5.
- Der Mensch ausser sich, von Valère Novarina. Friedenauer Presse / Matthes & Seitz, Berlin 2022, ISBN 978-3-7518-0634-3 (DE Änderungsschreiberei Köln u. TD Berlin 2024)

### In Medien (Auswahl)
- Das Theater der Ohren, von Allen Weiss nach Valère Novarina, WDR / Studio Akustische Kunst, Köln 2002
- Manuel I, Manuel II – La Lucha Continua, Manuel III – Letzte Worte von Alvaro García de Zúniga, WDR / Studio Akustische Kunst, Köln 2003/2004
- Carte D'identité – Personalausweis von Diogène Ntarindwa deutsch-französisches Hörspiel (Ursendung 25. April 2012), Deutschlandradio
- Das Tier der Zeit, Teil 1 aus Die Rede an die Tiere von Valère Novarina, Hörspiel (Ursendung 29. Mai 2016), Deutschlandradio
- Die Unruhe, Teil 2 aus Die Rede an die Tiere von Valère Novarina, Hörspiel (Ursendung 14. April 2017), Deutschlandradio
- Ausbreitungszone von Mariette Navarro, Hörspiel (Ursendung 18. Oktober 2020), Deutschlandradio

### Im Theater (Auswahl)
- Exercices de Frustration von Alvaro García de Zúniga u. Wer bin ich von Ghérasim Luca, UA Theater am Neumarkt, Zürich 2006
- Radiothello von Alvaro García de Zúniga, UA Theater am Neumarkt, Zürich 2008
- Vergessenes Gelächter, Gedichte der Dadaistin Céline Arnauld (zus. mit Stephanie v. Harrach), Theater an der Tuchlaube, Aarau 2014/2015